# Бервиль (Валь-д’Уаз)
Берви́ль (фр. Berville) — муниципалитет во Франции, в регионе Иль-де-Франс, департамент Валь-д'Уаз. Население — 366 человек (1999).
Муниципалитет расположен на расстоянии около 45 км северо-западнее Парижа, 18 км севернее Сержи.

## Демография
Динамика населения (Cassini и INSEE):